# Eccoptomera marginicornis
Eccoptomera marginicornis är en tvåvingeart som beskrevs av Leander Czerny 1924. Eccoptomera marginicornis ingår i släktet Eccoptomera, och familjen myllflugor. Arten har ej påträffats i Sverige.